# Fondaco dei Turchi
De Fondaco dei Turchi (het magazijn van de Turken) is een stadspaleis uit de 13e eeuw gelegen aan het Canal Grande in het sestiere Santa Croce van de Italiaanse stad Venetië.
Het bouwwerk in Venetiaans-Byzantijnse stijl werd gebouwd in de eerste helft van de 13e eeuw door Giacomo Palmier, een banneling uit Pesaro. De republiek Venetië kocht het in 1381 voor Niccolò II d'Este, heer van Ferrara, Modena en Reggio. Het stadspaleis diende nadien nog als residentie voor meerdere bezoekende hoogwaardigheidsbekleders waaronder de Byzantijnse keizers Manuel II Palaiologos en Johannes VIII Palaiologos, keizer Frederik III van het Heilige Roomse Rijk, Cesare Borgia of Anna van Bohemen en Hongarije.
Van de vroege 17e eeuw tot 1838 functioneerde de fondaco als een getto van een enkel gebouw voor de Venetiaanse Ottomaans Turkse bevolking (vandaar dei Turchi) met tegelijkertijd de functie van huisvesting als warenhuis en markt voor Turkse handelaars, gelijkaardig aan hoe het Fondaco dei Tedeschi deze functie waarmaakte voor de Duitsers. 
Het gebouw was halfweg de 19e eeuw in verval, maar werd gerestaureerd tussen 1860 en 1880. Van 1890 tot 1923 was het Fondaco de locatie van de collectie van het Museo Correr. In 1923 opende in het Fondaco dei Turchi het Museo di Storia Naturale di Venezia, het natuurhistorisch museum van Venetië.